# Ruhrstadion (Mülheim)
Das Ruhrstadion ist ein Fußballstadion im Stadtteil Styrum der nordrhein-westfälischen Stadt Mülheim an der Ruhr. Es liegt direkt zwischen der A 40 und den Bahngleisen Dortmund–Duisburg. Derzeit wird es vom Fußballverein Mülheimer FC 97 (2023 in die Fußball-Oberliga Niederrhein aufgestiegen) genutzt.
Die Spielstätte wurde 1925 mit einer Leichtathletikanlage und einem Spielfeld aus Naturrasen errichtet. In den 1970er Jahren spielte der 1. FC Mülheim in der 2. Fußball-Bundesliga. Zu dieser Zeit wurde die Sportstätte mit einer überdachten Tribüne mit 2000 Sitzplätzen ausgestattet. Das Fassungsvermögen betrug zu dieser Zeit 21.000 Plätze. Nach seinem Absturz in die Amateurklassen zog sich der 1. FC aber auf seine Heimatanlage an der Moritzstraße zurück.
Das Ruhrstadion inklusive Vereinslokal wurde ab 1994 vom Verein Vatan Spor Mülheim übernommen, der später in Galatasaray Mülheim umbenannt wurde und in der Landesliga spielte. Highlight in der Vereinsgeschichte war das Testspiel gegen den „großen Bruder“ Galatasaray Istanbul im Juni 2004 vor 6000 Zuschauern. Außerdem wurde das Stadion mit seiner Laufbahn von Leichtathletikvereinen genutzt.
Während Galatasaray nach finanziellen Querelen aufgelöst wurde, benötigte der Oberligist VfB Speldorf durch die Einführung der NRW-Liga samt neuer Bestimmungen eine neue Spielstätte. In dem Zuge wurde das Stadion saniert. Die Spielfläche wurde in ein Kunstrasenfeld umgewandelt, die roten und gelben Bänke wurden grün. Die Stehränge in den Kurven wurden beseitigt und nur auf der Gegengerade einige Stehtraversen gebaut. Von der Saison 2010/11 bis zur Saison 2014/15 nutzte der VfB das umgebaute Stadion, kehrte danach aber auf seine Anlage an der Saarner Straße zurück.
In der Zwischenzeit wurde die Spielstätte noch einmal weiter saniert. Neben einer Brandschutzsanierung und der Neubestuhlung durch leuchtend rote Sitze wurden die Flutlichtanlage, die Beschallungsanlage und die Sprecherkabine erneuert. Mittlerweile nutzt der Mülheimer FC 97 das Stadion.